# Сморгачёва, Людмила Ивановна
Людми́ла Ива́новна Сморгачёва (р. 1950) — советская и украинская артистка балета. Лауреат Государственной премии СССР (1976). Народная артистка УССР (1978), педагог-репетитор по балету Национальной оперы Украины.

## Биография
Л. И. Сморгачёва родилась 29 ноября 1950 года в Киеве.
В 1969 году окончила Киевское хореографическое училище и была принята в труппу КУАТОБ имени Т. Г. Шевченко (ныне — Национальная опера Украины имени Т. Г. Шевченко).
1969—1994 — прима-балерина КУАТОБ имени Т. Г. Шевченко
В 1989 году окончила балетмейстерское отделение Московского театрального института
В 1998 году была педагогом Международного центра развития хореографического искусства.
В настоящее время репетитор по балету Национальной оперы Украины. Среди её учениц — Ирина Дворовенко, Екатерина Алаева, Анастасия Матвиенко, Надежда Гончар, Екатерина Козаченко, Юлия Кулик.

## Творчество
Балерина лирико-романтического плана. «Академизм, безупречная техника соединялись в исполнительском стиле Л.Сморгачевой с артистизмом, умением придать образу неповторимую индивидуальность».
Основной репертуар:
- Одетта-Одиллия ("Лебединое озеро П. И. Чайковского)
- Аврора («Спящая красавица» П. И. Чайковского)
- Клара («Щелкунчик» П. И. Чайковского)
- Китри («Дон Кихот» Л.Минкуса)
- Жизель («Жизель» А.Адана)
- Лиза («Тщетная предосторожность»)
- Сильфида («Сильфида» Х.Левенсхольда)
- Мавка («Лесная песня») М. А. Скорульского
- Девушка («Рассветная поэма» на музыку В.Косенко)
- Джульетта («Ромео и Джульетта» С. С. Прокофьева)
- Фригия («Спартак» А.Хачатуряна)
- Кармен («Кармен-сюита» Ж.Бизе-Р.Щедрина)
- Редисочка («Чиполлино» К.Хачатуряна - первая исполнительница)
- Белоснежка («Белоснежка и семь гномов» Б.Павловского)

А также широкий концертный репертуар.
«Она была словно создана для классического балетного наследия с его романтическими сюжетами, изысканными арабесками, дуэтами, адажио, выразительными па-де-буре, созвучными биению сердца… Вот почему такое большое место в репертуаре Людмилы Сморгачевой заняли балеты Чайковского, Минкуса, Адана, Левенсхольда. Она во всей полноте передавала их лиризм и поэтическую наполненность, очаровывая зрителей легкостью туров, полетностью, красивой и выразительной кантиленностью движений, открытостью чувств….»
«Неизгладимое впечатление на публику произвело исполнение Сморгачевой главной партии в балете „Ромео и Джульетта“ С. Прокофьева. Чего было в Джульетте больше — детской непосредственности или непомерности первого чувства любви, искренности или даже холодного аристократизма? Чувства и эмоции словно взрывались в её душе, переливались со сцены в зал, заставляли трепетать сердца зрителей. Не многим исполнительницам этой партии удавалась такая интерпретация, где соединилось все: шекспировские страсти, полифонический рисунок хореографии Анатолия Шекеры и эмоциональная исполнительская трактовка Людмилы Сморгачевой.»— В.Д.Туркевич

## Гастроли
Гастролировала в Португалии, Японии, Великобритании, Франции, Италии, Дании, Египте, Аргентине, Индии, Германии, Чехословакии, Новой Зеландии, Швеции и в других странах.

## Награды
- 2-е место на Московском международном конкурсе артистов балета (1973)[5]
- Государственная премия СССР (1976) — за исполнение партии Редисочки в балете «Чиполлино» К. С. Хачатуряна
- 1-е место на конкурсе артистов балета в Токио (1978)
- народная артистка УССР (1978)
- премия Ленинского комсомола (1979) — за высокое исполнительское мастерство
- Орден княгини Ольги III степени (2011)[6]